# Общество за другую политику
Общество за другую политику (SCP, латыш. Sabiedrība citai politikai) — латвийская политическая партия, основана 6 сентября 2008 года (до того действовала как общественная организация). Лидеры — Айгар Штокенбергс и Артис Пабрикс.
27 февраля 2010 года партия «Общество за другую политику» на общем собрании проголосовала за участие в объединении «Единство».
6 августа 2011 года вошла в состав партии «Единство».